# レモンバーベナ
レモンバーベナ (Aloysia citrodora) はクマツヅラ科の落葉低木（シノニム：Aloysia triphylla）。和名は、コウスイボク（香水木）、ボウシュウボク（防臭木）。

## 特徴
クマツヅラ科の植物は、全部で75属約300種が知られている。レモンバーベナは、アルゼンチン、チリ、ペルー原産。17世紀にスペインによってヨーロッパにもたらされた。
高さ1 - 3メートルに成長し、葉は強いレモンの香りを放つ。小説『風とともに去りぬ』では、主人公スカーレット・オハラの母親エレンが好んだ香りとして描かれている。
豊富な日光、多量の水、さらっとしたロームの土壌を好み、寒さに敏感である。葉はライトグリーンでメスの形をしている。8 - 9月に薄紫色もしくは白色の小さな花をつける。
レモンバーベナの葉は魚や鳥肉料理、野菜のマリネ、サラダドレッシング、ジャム、プリン、飲料にレモンの風味を加えるのに使われる。また、ハーブティーやシャーベットにも使われる。
葉から採れる精油は、香水、石けん、化粧品の香料に用いられてきた。
また、順天堂大学とアン・ナジャ国立大学（パレスチナ）との国際共同研究により、葉から採れる精油には、皮膚がん黒色腫の増殖を抑える効果が発見された。